# Привольнов, Антон Юрьевич
Анто́н Ю́рьевич Приво́льнов (род. 1 января 1981, Москва) — российский и израильский телеведущий, актёр, ютубер. Бывший ведущий программы «Звёзды сошлись» на НТВ, телепередач «Контрольная закупка» и «Доброе утро» на Первом канале.

## Биография
Родился 1 января 1981 года в Москве. Мать, Татьяна, — преподаватель французского языка, отец Юрий был музыкантом, сейчас занимается автомобильным бизнесом. Когда Антону было шесть лет, родители развелись, но с отцом он поддерживает отношения.
В 1996 году поступил в ГИТИС (мастерская Леонида Хейфеца), сказав, что ему 17, а не 15 лет. Учился на одном курсе с Павлом Деревянко, окончил курс в 2000 году. После школы и вуза отслужил в Театре Российской армии. Потом работал официантом в одном из дорогих ресторанов Москвы. Окончил Школу кино и телевидения, курсы Владимира Хотиненко и Ивана Дыховичного. Дебютировал на сцене в роли Жевуна и Мигуна в «Волшебнике Изумрудного города».
С 2000 года работает на телевидении. Изначально — ведущий программы «Секреты Фемиды» на ТВЦ.
В 2002 году перешёл на Первый канал, где проработал в течение 17 лет. Изначально — автор и ведущий рубрики «Время ваших новостей» в рамках программы «Доброе утро» в паре с Ольгой Синяевой. С 2004 по 11 мая 2018 года — ведущий рубрики «ОТК». С сентября 2005 по август 2006 года являлся постоянным ведущим утреннего хит-парада «Первая программа» на том же телеканале в паре с Марией Григорьевой.
С 11 сентября 2006 по 16 июля 2018 года — ведущий «Контрольной закупки».
В июле 2013 года открыл ресторан авторской кухни «Домашнее кафе „Пюре“». В сентябре 2017 года ресторан прекратил своё существование.
С 11 июля 2014 по 23 сентября 2019 года являлся одним из основных ведущих программы «Доброе утро» на «Первом канале». С 10 февраля по 15 июня 2019 года — ведущий программы «Живая жизнь».
С сентября 2019 по январь 2021 года не состоял в штате какого-либо канала, сотрудничал с различными производящими компаниями, вёл публичные мероприятия, снимался в рекламных роликах.
С 24 января 2021 по 26 июня 2022 года — соведущий Леры Кудрявцевой в ток-шоу «Звёзды сошлись» на НТВ (вместо погибшего в авиакатастрофе Александра Колтового).
С июля 2022 года проживает в Тель-Авиве, Израиль. 
Генеральный продюсер и ведущий интернет-канала «Шенкин 40». Ведёт на канале видеоблог «EСТЬ БУДЕМ?» на YouTube.

## Фильмография
- 2001 — Леди Босс — эпизод
- 2009/2010 — Спальный район — камео
- 2012 — После школы[28] — камео
- 2013 — Торговый центр — камео
- 2022 — 1703 — хирург-кришнаит

## Личная жизнь
7 июля 2007 года женился на Ольге, с которой он познакомился в Школе кино и телевидения «Интерньюс». Есть сын — Платон. 6 июня 2017 года пара развелась.